# 西庫瓦
西庫瓦（Sekuwa），是一種尼泊爾式的卡博串，先將肉醃好後用明火烤熟。
西庫瓦用的肉有豬肉、豬肉，綿羊肉，山羊肉，雞肉(但不會使用牛肉，因尼泊爾多數國民是印度教徒)。
西庫瓦在尼泊爾很受歡迎，特別是在加德滿都和東部地區。